# 併任
| ウィキペディアには「併任」という見出しの百科事典記事はありません（タイトルに「併任」を含むページの一覧/「併任」で始まるページの一覧）。 代わりにウィクショナリーのページ「併任」が役に立つかもしれません。 |